# Tramway de Guarujá

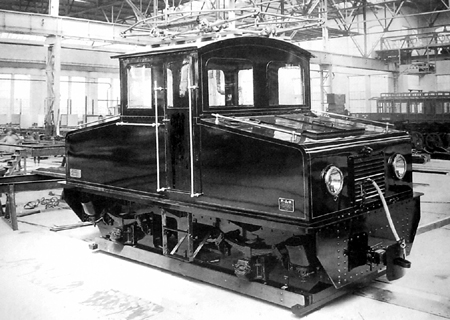
Locomotiva elétrica da Companhia de Guarujá, modelo E69 (steeple-cab), fabricada em 1924 pela MAN e Siemens-Schuckert.

O tramway de Guarujá foi uma linha férrea de bondes inaugurada em 2 de setembro de 1893 que percorria entre estações no distrito Guarujá, à época parte do município de Santos no litoral do estado de São Paulo. A linha ia do Itapema (atual Vicente de Carvalho) até a praia das Pitangueiras.
Com a prosperidade da cultura do café no estado de São Paulo áreas próximas dos locais onde circulavam fazendeiros, corretores, comerciantes e profissionais envolvidos no comércio de café começaram a desenvolver o turismo.
Neste contexto o empresário Elias Fausto Pacheco Jordão funda no fim do século XIX a Companhia Balneária da Ilha de Santo Amaro, que construiria o Grande Hotel de la Plage, no balneário de Guarujá na praia das Pitangueiras, assim como uma linha férrea em bitola métrica.
A companhia ao longo do tempo já foi denominada de Companhia Balneária, Companhia de Guarujá, Estrada de Ferro de Guarujá, Estrada de Ferro Itapema-Guarujá, Serviços Públicos de Guarujá, Estância Balneária de Guarujá e por algum período também foi batizado Tramway de Guarujá.

## Companhia Balneária da Ilha de Santo Amaro
A Cia Balneária iniciou em 1882 a construção de uma ferrovia com tração a vapor, entre o porto de Itapema e a Praia das Pitangueiras, com aproximadamente 9 km. Foi inaugurada em 2 de setembro de 1893, contando com a presença de Bernardino de Campos (presidente da Província), entre outras autoridades.
Foram construídas inicialmente as estações de Itapema (chegada das barcas de Santos) e Guarujá, esta edificada em frente ao hotel e demolida na década de 1930. Existiu uma estação intermediária chamada de Bento Pedro, mas cuja data de inauguração não é conhecida.
Foi construído um ramal com aproximadamente 3 km, entre Guarujá e a localidade Santa Rosa.
O "Grand Hotel La Plage" foi consumido por um incêndio em 1897, sendo substituído por outra construção.

## Companhia de Guarujá
Em 1901 a Companhia de Guarujá assume o controle do hotel e da linha férrea. O ramal Santa Rosa é erradicado no final da década de 1910, sendo substituído por uma estrada de rodagem.
Percival Farquhar, empresário americano, adquire em 1910 a companhia, em meados da década de 1920, o império construído por Farquhar começa a desmoronar, principalmente pela perda de investidores europeus em decorrência da 1º Guerra Mundial.
A eletrificação é anunciada em 4 de maio de 1923, sendo a responsabilidade pela execução a cargo do engenheiro Ettore Bertacin, o sistema foi executado em 8 meses sendo inaugurado em 11 de janeiro de 1925. O fornecimento de materiais ficou a cargo da Siemens, já o material rodante foi de responsabilidade das empresas Siemens e MAN.
Inicialmente foram adquiridos em 1924 dois bondes (nº. 3 e nº. 9) de 106 hp e uma locomotiva elétrica modelo Siemens E 69 (nº. 1) de 104 hp, para os serviços de carga.
Mesmo com as melhorias implantada a Companhia de Guarujá continuava a apresentar déficits crescentes.

## Serviços Públicos de Guarujá
A Lei Estadual n° 2140 (1 de outubro de 1926) permitiu a encampação pelo estado da Companhia de Guarujá, sendo seus bens incorporados ao estado através do decreto estadual n° 4192, de 12 de fevereiro de 1927, sendo criados os Serviços Públicos de Guarujá como autarquia municipal.
Foi construído um ramal de aproximadamente 3 km até a localidade do Sítio Cachoeira para transporte de carga, também sendo adquiridos mais dois bondes da MAN (nº. 5 e nº. 7). Na década de 1930 ocorre o sucateamento, após um acidente, do bonde nº. 3.

## Estância Balneária de Guarujá
A Estância Balneária de Guarujá foi criada em 3 de julho de 1934. Foram construídas nova estação e oficinas, sendo inauguradas em 21 de dezembro de 1935.
Foram realizadas obras de melhoria na linha de bondes de Guarujá em 1952, mas devido à concorrência com as linhas de ônibus o sistema foi fechado no ano de 1956.

## Fim
Em 13 de julho de 1956, após um período de 63 anos de operação, foi interrompido o serviço de bondes e seu material rodante que estava em bom estado foi transferido para a E.F. Campos do Jordão.
A locomotiva a vapor nº2, fabricada pela Baldwin em 1891, original da Companhia Balneária encontra-se preservada em condição estática na cidade do Guarujá.